# ماريا هارت
ماريا هارت (بالإنجليزية: Maria Hart)‏ هي ممثلة أمريكية، ولدت في 28 مايو 1923 في لوس أنجلوس في الولايات المتحدة، وتوفيت في 9 أغسطس 2012 في كانوغا بارك ‏ في الولايات المتحدة.

## وصلات خارجية
- ماريا هارت على موقع IMDb (الإنجليزية)
- ماريا هارت على موقع قاعدة بيانات الفيلم (الإنجليزية)